# Еторе Мајорана
Еторе Мајорана (итал. Ettore Majorana; Катанија, 5. август 1906 — нестао 27. марта 1938) био је италијански теоријски физичар који је радио на неутринијим масама. Нестао је под неразјашњеним околностима, док је брод пловио из Палерма у Напуљ. Био је на прагу блиставе каријере, али је тајанствено нестао.

## Нестанак
Навечер 25. марта 1938. укрцао се на брод који је ишао према Напуљу. Пре одласка написао је два писма. Прво је писмо остављено у соби хотела Болоња. Било је упућено породици. У њему је био његов необичан захтев:
Имам само једну жељу, а та је да због мене не носите црнину. Желите ли баш поштовати обичаје, ставите неки други знак жалости -ако баш морате- али га не носите дуже од три дана. После тога спомен на мене носите у свом срцу, и ако можете, опростите ми.
Друго писмо послато је поштом. Писмо је било упућено Антонију Каралију, директору одела за физику Напуљског универзитета, где је Еторе предавао од јануара 1938.. Писмо гласи:
Донео сам непроцењиву одлуку. У њој нема ни зрнца егоизма, но ипак сам свестан да ће мој неочекивани нестанак и Вама и студентима проузроковати невоље. Зато Вас молим да ми опростите -а највише то што сам одбацио Ваше поверење, искрено пријатељство и љубазност коју сте ми указали. Један сведок са брода на којем је био Еторе, тврдио је како је био у истој кабини као Мајорана, али касније је рекао како није сигуран да је његов сапутник био нестали физичар. Једна медицинска сестра је тврдила како је Мајорана видела у Напуљу када се искрцао са брода. 

## Могући одлазак у Аргентину
1950. је у Буенос Аиресу живео физичар Карлос Ривера. Живео је код једне старије госпође као подстанар. Она је једног дана у Ривериним папирима пронашла име Еторе Мајорана, па му је рекла како њен син познаје човека који се тако зове. Није стигао да истражи тај траг јер је морао отићи из града. Међутим, 1960. док је вечерао у хотелском ресторану и на папирној салвети рачунао математичке задатке, конобар му је пришао и рекао 
Знам још једнога који, као и ви, обичава да шкраба математику по салветама. Он овамо долази повремено. Зове се Еторе Мајорана, а пре рата је био велики физичар и Италији, но онда је побегао из домовине и дошао овамо. Но конобар није знао где он живи тако да ни овај траг није водио никуда.